# Lygistopterus
Genre
Lygistopterus est un genre d'insectes coléoptères de la famille des Lycidae.

## Liste des espèces
Selon BioLib (11 janv. 2015) :
- Lygistopterus anorachilus Ragusa, 1883
- Lygistopterus bajacalifornicus Zaragoza Caballero, 2003
- Lygistopterus chamelensis Zaragoza Caballero, 2003
- Lygistopterus chiapensis Zaragoza Caballero, 2003
- Lygistopterus chihuahuensis Zaragoza Caballero, 2003
- Lygistopterus cobosi Cobos, 1961
- Lygistopterus escalerai Pic, 1942
- Lygistopterus guerrerensis Zaragoza Caballero, 2003
- Lygistopterus haemopterus Gorham, 1880
- Lygistopterus huautlaensis Zaragoza Caballero, 2003
- Lygistopterus jalisiensis Zaragoza Caballero, 2003
- Lygistopterus laetus Gorham, 1884
- Lygistopterus morelensis Zaragoza Caballero, 2003
- Lygistopterus nobilis Gorham, 1880
- Lygistopterus rubripennis LeConte, 1875
- Lygistopterus sanguineus (Linnaeus, 1758)
- Lygistopterus sulcicollis Gorham, 1880

## Seules espèces d'Europe
Selon Fauna Europaea (11 janv. 2015) :
- Lygistopterus anorachilus
- Lygistopterus sanguineus